# Amado Samuel
Amado Ruperto Samuel (nacido el 6 de diciembre de 1938 en San Pedro de Macorís) es un ex infielder dominicano que jugó en las Grandes Ligas de Béisbol. Samuel fue firmado en 1958 y debutó en las ligas mayores el 10 de abril de 1962. En sus dos años de carrera militó en los equipos Milwaukee Braves y New York Mets. Samuel se desempeñaba en varias posiciones tales como shortstop, segunda base y tercera base, sin embargo su posición predilecta era el campo corto. Samuel terminó con un promedio de 215 en 144 juegos, con 79 hits, 19 dobles, 3 Cuadrangulares y 25 carreras remolcadas. 
Además jugó para Leones de Ponce en la Puerto Rico Baseball League.